# Madame Sans-Gêne (film, 1961)
Pour les articles homonymes, voir Madame Sans-Gêne (homonymie).
Pour plus de détails, voir Fiche technique et Distribution.
Madame Sans-Gêne est un film franco-hispano-italien réalisé par Christian-Jaque et sorti en 1961.

## Synopsis
Au cours de la Révolution française, début août 1792, lors de la prise des Tuileries, Catherine Hubscher est blanchisseuse. Elle a entre autres pour client un jeune lieutenant désargenté, Buonoparte.
Quelques insurgés qui préparent l'assaut le lendemain matin, prennent poste chez Catherine et dans la cour de sa boutique. Après en premier lieu, son refus et l'intervention du jeune lieutenant pour les chasser, finalement elle accepte la situation et au cours de la soirée se rapproche du sergent François Joseph Lefebvre qui commande ce petit groupe.
Le 10 août, ils commencent par tirer au canon vers le palais depuis sa cour, mais le canon s'avère défectueux dès la première tentative. Le groupe et tous les autres insurgés prennent d'assaut les Tuileries et sont victorieux. Dans les jours qui suivirent, une armée est levée pour aller défendre la France des attaques des pays voisins dans le Nord-Est. Catherine et François se quittent non sans mal, mais se promettent l'un à l'autre. 
Quelques mois plus tard, elle va rejoindre son mari, le sergent Lefebvre, épousé entre deux campagnes napoléoniennes, en Italie. Napoléon est devenu Général. Catherine et François se disputent dès leurs retrouvailles, et François court derrière elle pour s'expliquer, sauf que s'étant beaucoup éloignés ils sont faits prisonniers par les autrichiens. Ne manquant pas d'initiatives, ils réussissent à se libérer et à saboter le camp des autrichiens avec des sacs troués de poudre à canon. Napoléon arrivant juste après leur déroute, promeut François colonel.
Des années plus tard, devenue duchesse de Dantzig, Catherine, desservie par les intrigues ourdies par les sœurs de Napoléon et Joseph Fouché, fait scandale à la cour de l'empereur par sa désinvolture et son franc-parler, si bien que Napoléon plutôt humilié par la presse, suggère fortement au maréchal Lefebvre et duc, de divorcer de Catherine, pour mériter le trône de Lotharingie qu'il lui a réservé, malgré les jalousies de la famille de Napoléon. Madame Sans-Gêne va trouver l'empereur à temps dans son bureau, et sait lui montrer qu'elle a vaillamment servi au sein de ses troupes et qu'elle ne souhaite ardemment qu'une chose, rester avec son mari. L'Empereur lui rend hommage, reconnaissant sa dette envers son ancienne lingère et amende sa décision.

## Fiche technique
- Titre : Madame Sans-Gêne
- Réalisation : Christian-Jaque
- Scénario : Christian-Jaque, Ennio De Concini, José Luis Dibildos, Jean Ferry, Rafael García Serrano, Henri Jeanson et Franco Solinas d'après une pièce de Victorien Sardou et Émile Moreau[1].
- Musique : Angelo Francesco Lavagnino
- Photographie : Roberto Gerardi
- Affiche : Yves Thos
- Montage : Eraldo Da Roma, Jacques Desagneaux et Alfonso Santacana
- Décorateur de plateau : Jean d'Eaubonne et Santiago Ontañón
- Costumes : Antonio Cortés, Marcel Escoffier et Italia Scandariato
- Pays d’origine :  France,  Espagne,  Italie
- Producteur : Carlo Ponti, Elie Schluper et Serge Silberman (non crédités)
- Sociétés de production : Champion, Ciné-Alliance, GESI Cinematografica, Ágata Films SA.
- Société de distribution : Interfilm et Cinédis
- Format : couleur par Eastmancolor — monophonique : 
  - version 35 mm — 2,35:1 Technirama
  - version 70 mm — 2,20:1 Super Technirama
- Genre : comédie dramatique, film historique
- Durée : 98 min / USA : 104 min
- Dates de sortie :
  - Italie : 22 décembre 1961
  - Espagne : 6 avril 1962
  - France : 25 mai 1962
  - États-Unis : 13 février 1963

## Distribution
- Sophia Loren : Catherine Hubscher, dite « Madame Sans-Gêne »
- Robert Hossein : le sergent François Joseph Lefebvre
- Julien Bertheau : Napoléon Bonaparte
- Renaud Mary : Fouché
- Robert Dalban : le comte de Lesterelle, professeur de maintien
- Enrique Ávila : le sergent Fricasse
- Carlo Giuffré : Jérôme Bonaparte
- Marina Berti : Élisa Bonaparte
- Analía Gadé : Caroline Bonaparte
- Laura Valenzuela : Pauline Bonaparte
- Tomás Blanco (en) : le maréchal Augereau
- Gianrico Tedeschi : Roquet
- Fernando Sancho : Pommier
- Bruno Carotenuto : Blanchet, un garde
- Gabriella Pallotta : Héloïse
- Célina Cély : Anna dite Ziguette
- Léa Gray : ?